# Claude Ferrier (homme d'affaires)
Pour les articles homonymes, voir Ferrier (homonymie) et Claude Ferrier.
Claude Ferrier (1809-1858) est un homme d'affaires français du XIXe siècle.

## Biographie
En 1831, Claude Ferrier propose la première liaison télégraphique filaire commerciale entre Calais et Londres. Alphonse Foy, le directeur du télégraphe Chappe, qui a succédé aux frères Chappe, mais pour les intérêts de l'État, s'oppose aux projets de Claude Ferrier. Dans une lettre du 24 août 1831, au président du conseil, Alphonse Foy promet de présenter sous peu un mémoire sur "la possibilité de se servir des télégraphes d'État pour faciliter les services commerciaux et privés".
Le 24 janvier 1832, Ferrier, domicilié au 1 place de la Bourse à Paris, crée « L'entreprise générale des télégraphes publics de jour et de nuit » pour établir une liaison Paris-Rouen. Le 4 août 1832, la compagnie Ferrier est avisée qu'elle violait ouvertement les lois sur la Poste.
Cependant, la ligne Paris-Rouen fonctionne pendant plus d'un an entre Paris et Rouen à l'aide d'un télégraphe à 5 voyants, sur un parcours où il n'existe pas de ligne de télégraphe de Chappe, avec un personnel peu nombreux et un matériel simplifié. D'une grande simplicité, sa technologie se compose de cinq persiennes, qui forment, par leur différentes positions, les signaux destinés à la correspondance. La nuit, ces persiennes sont remplacées par des lanternes montées à bascule qui prennent les mêmes positions et forment les mêmes signaux. Cette technologie, qui sera brevetée en 1834, se compose de 4 lanternes adaptées aux deux flèches mobiles d'un télégraphe optique ordinaire. Elle est présentée à la mi-mars 1833 à Paris, sur une des maisons les plus élevées du boulevard Montmartre, entre la rue de Richelieu et le passage des Panoramas, qui correspond avec un autre télégraphe situé à Montmartre.
Dans une brochure présentant son activité, Ferrier explique que le télégraphe sera complémentaire du chemin de fer et que les hommes d'affaires "devront pouvoir assister à la fois à toutes les bourses et... donner à leurs opérations plus d'aliments en même temps que plus de sécurité".